# فريكة (حماة)
الفريكة قرية سورية تتبع ناحية شطحة في منطقة السقيلبية في محافظة حماة. بلغ عدد سكانها 7021 نسمة في عام 2022 حسب إحصاء المكتب المركزي للإحصاء.

## وصلات خارجية
- الوحدات الإدارية في محافظة حماة نسخة محفوظة 18 أبريل 2019 على موقع واي باك مشين.